# 假面騎士ZO
《假面骑士ZO》（仮面ライダーゼットオー）是东映于1993年（平成5年）4月17日上映的一部电影作品的标题。电影里主角变身的假面骑士与电影名称同名。（但是于戏中未被提及假面骑士的名称。）

## 概要
本作品为东映和BANDAI初次携手合作的一部作品，也是“假面骑士诞生20周年纪念作品”。因此，本作品的假面骑士才被命名为ZO。

## 故事
主角麻生胜是望月博士的助理，为了进行一项实验，而自愿成为实验者。但是却被望月博士欺骗，被改造成蝗虫和人类基因结合的新生命体的试验品，那就是假面骑士ZO。麻生胜因受不了被改造的事实而于深山沉睡了四年。四年后，博士终于成功创造了新生命体，但新生命体却认为自己是望月博士的孩子，所以就想杀掉望月博士的儿子－望月宏。此时，于深山沉睡了四年的麻生胜因感应到了望月博士的求救而苏醒，并肩负起保护望月宏，与新生命体对抗。

## 登场人物
麻生胜／假面骑士ZO
望月博士
望月宏
望月清吉
玲子、黑田、西村、宫崎

## 新生命体（ネオ生命体）
由望月博士创造的完全生命。假面骑士ZO就是新生命体的试验体。

### 德拉斯怪人
由新生命体生成，可以自由行动。能够从水池无限的获得能量。
蜘蛛女
由德拉斯的身体分裂出来的怪人。
具有製造虛擬環境的力量。
蝙蝠男
由德拉斯的身体分裂出来的怪人。
具有擬態成各種生物的力量。

## 德拉斯（ドラス）

### 红德拉斯（レッドドラス）
红德拉斯是德拉斯吸收了假面骑士ZO后而形成的强化状态。但是依然依靠着水池获得能量。

## 演员
- 麻生胜/假面骑士ZO（配声）：土门广 飾 /香港配音 : 翟耀輝
- 望月宏：柴田翔平 /香港配音: 曾佩儀
- 望月博士：佐佐木功 /香港配音: 劉昭文
- 望月清吉：犬塚弘
- 玲子：森永奈緒美
- 黒田：大叶健二
- 西村：山下优
- 宮崎：榊原伊织
- 假面骑士ZO：岡元次郎
- 德拉斯：横山一敏、高岩成二
- 蝙蝠男：中川清人
- 新生命体：湯沢真伍

## 制作人员
- 原作：石之森章太郎
- 企画：村上克司、吉川進
- プロデューサー：渡辺繁、久保聡、堀長文、角田朝雄
- 製作者：渡邊亮徳、山科誠
- 監督：雨宮慶太
- 脚本：杉村升
- 助監督：古庄淳一、柏渕亘、黒木浩介、松田康洋
- アクション監督：金田治（ジャパンアクションクラブ）
- 技闘補：村上潤
- 特殊効果：國米修市
- 撮影：松村文雄
- 人物設定：雨宮慶太
- キャラクター造型：レインボー造型企画
- クリーチャースーパーバイザー：竹谷隆之
- 音楽：川村栄二
- 音楽プロデューサー：峰松毅
- カースタント：タケシレーシング
- 現像：東映化学
- 協力：東京日産自動車販売、オガワモデリング

## 歌曲
- 主题歌：『愛が止まらない』
- 插曲：『微笑みの行方』 
  - 作詞：大津彰　作曲・編曲：川村榮二　演唱：INFIX

## 小说版
- 《仮面ライダーZO―闇の少年 》

出版(スーパークエスト文庫)
作者（射口 巌）

## 备注
1. ↑  假面骑士ZO的名称与数字20相似。

## 关联项目
- 真假面骑士　序章
- 假面骑士J